# Villa Cusona

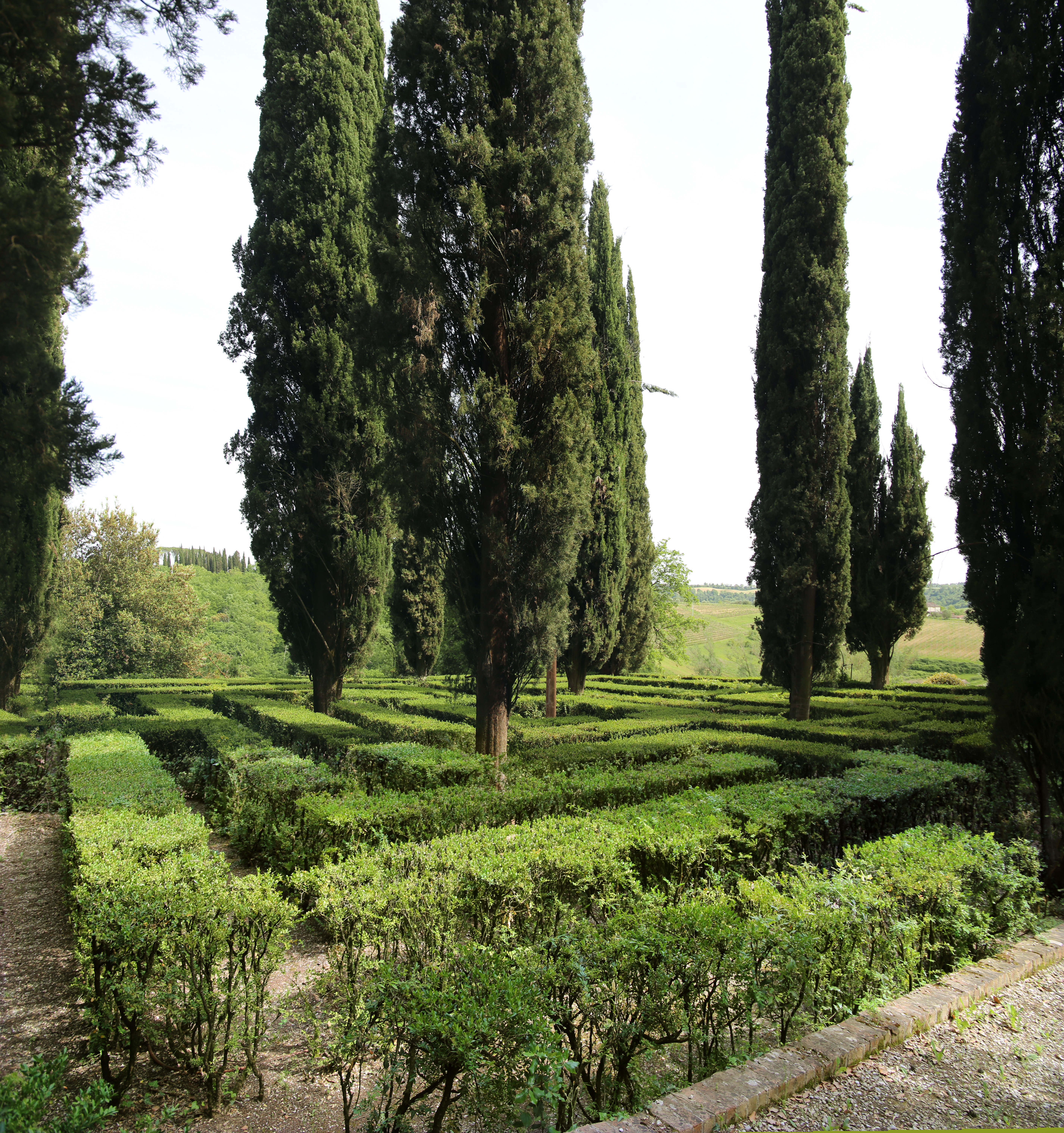
Il labirinto

Villa Cusona è un edificio storico del comune di San Gimignano, situato nell'omonima località de La Cusona. 

## Storia e descrizione
La tenuta è citata già in un documento del 994. Appartenne alle famiglie Strozzi-Guicciardini, i cui discendenti posseggono tuttora il complesso, e vi tengono una pregiata produzione vinicola. 
L'edificio padronale storico ha una forma pressoché cubica, nata dall'accorpamento di più corpi di fabbrica e incentrata attorno al cortile interno. A circa quindici metri si profondità si trovano le storiche cantine, che hanno la forma di un criptoportico quadrangolare, interrato sotto l'impluvium del cortile. A sud poi si trova la villa "nuova", separata dal resto del fabbricato ed eretta all'inizio del XIX secolo, come ricorda un'iscrizione sulla facciata. Tra i due edifici principali si trovano i giardini all'italiana, composti in aiuole geometriche delimitate dal bosso, con affaccio panoramico verso est. Ancora più a sud si trova un altro livello del giardino, dove un lungo doppio filare di cipressi divide il boschetto, a ovest, dal labirinto di bosso e cipressi.